# Syzygium smithii
Syzygium smithii är en myrtenväxtart som först beskrevs av Jean Louis Marie Poiret, och fick sitt nu gällande namn av Franz Josef Niedenzu. Syzygium smithii ingår i släktet Syzygium och familjen myrtenväxter. Inga underarter finns listade i Catalogue of Life.

## Bildgalleri

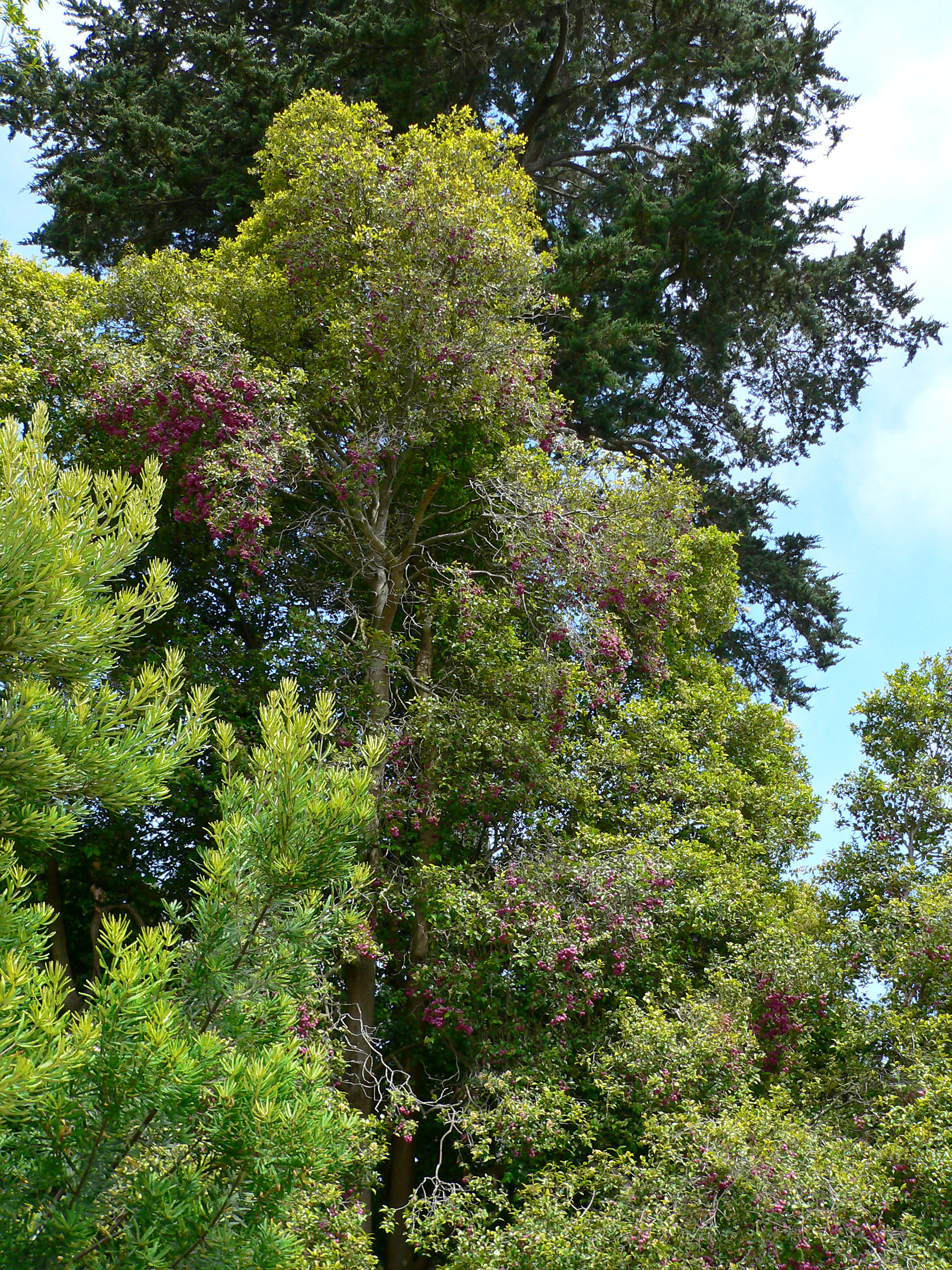
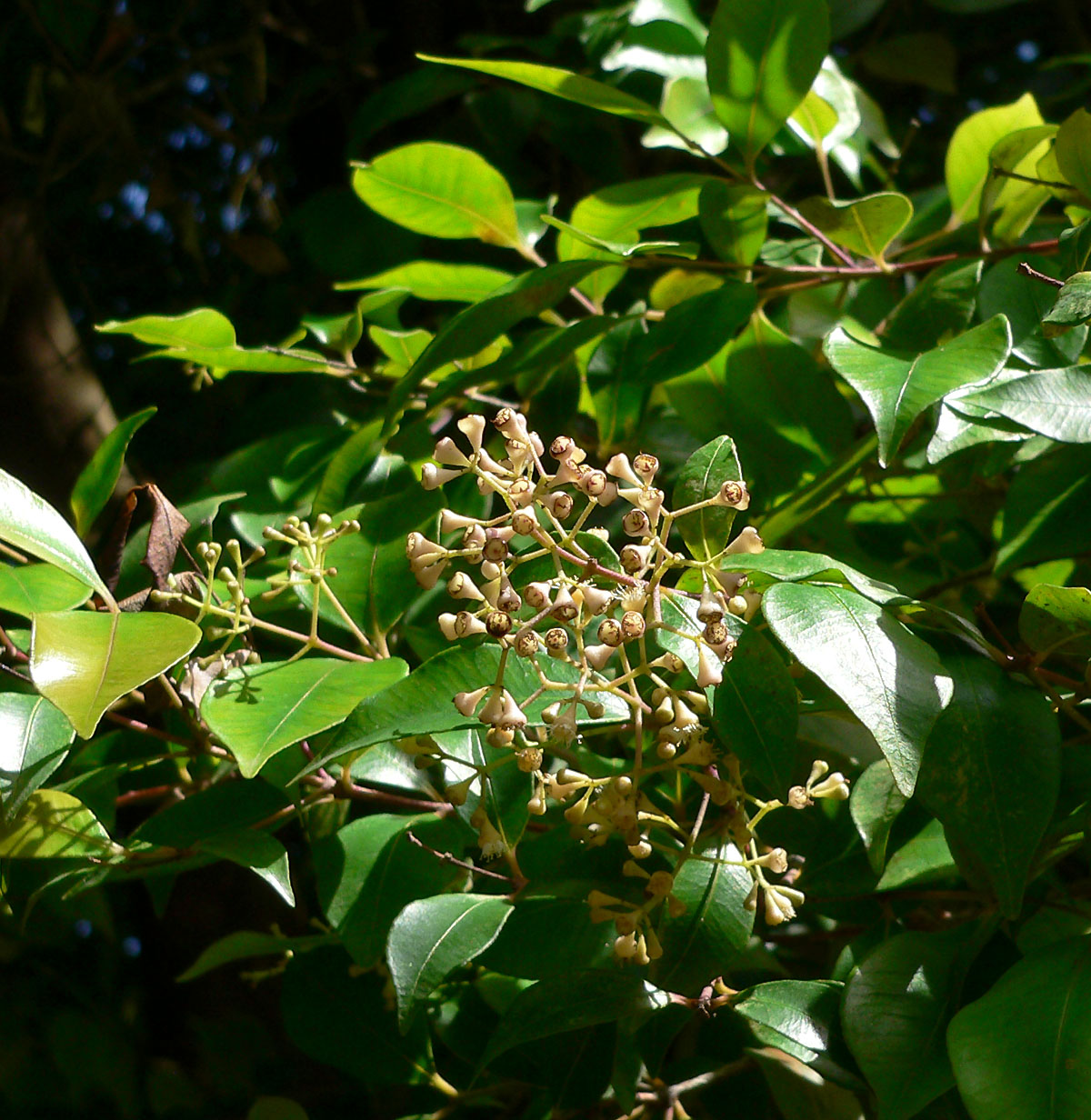
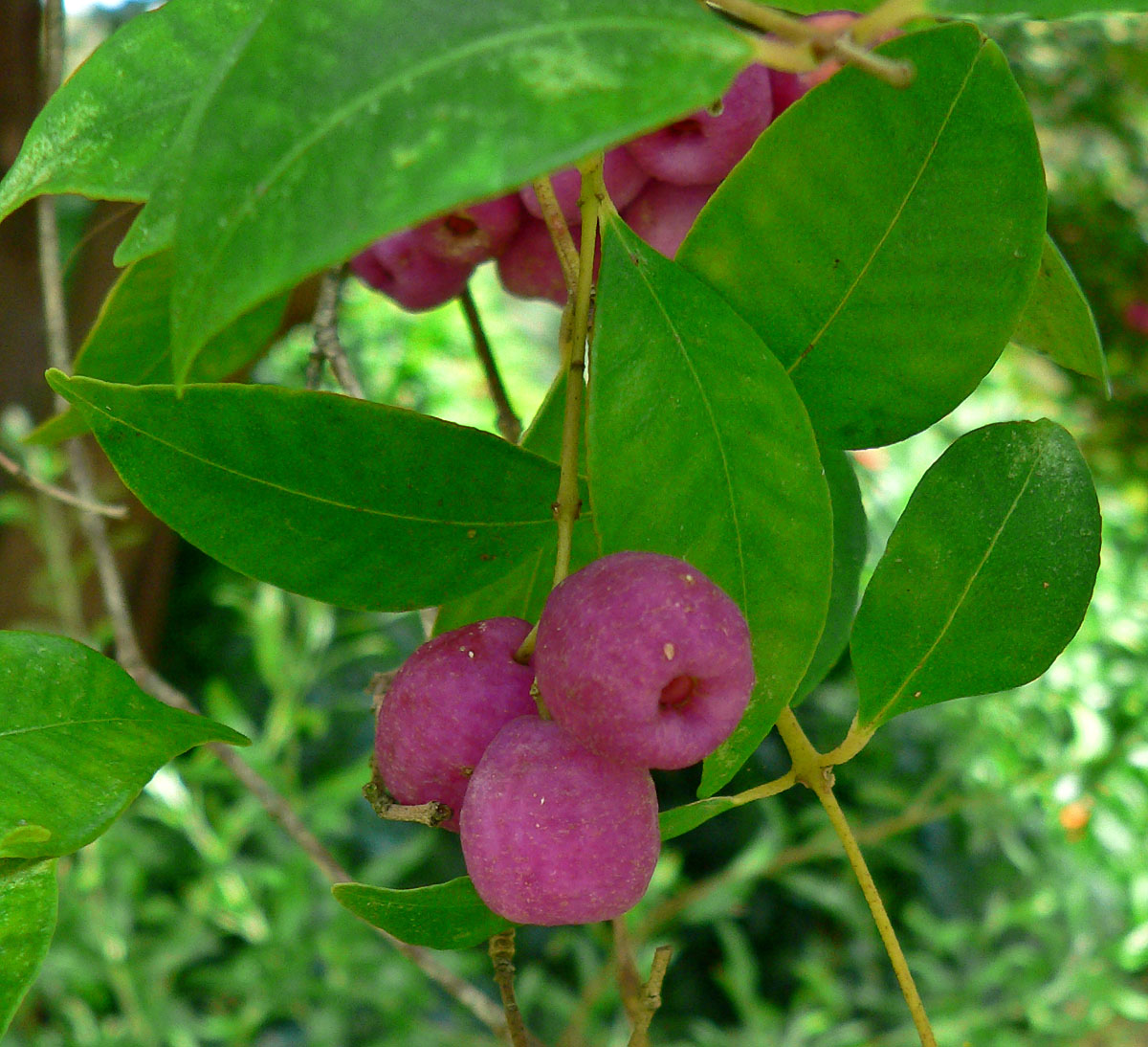
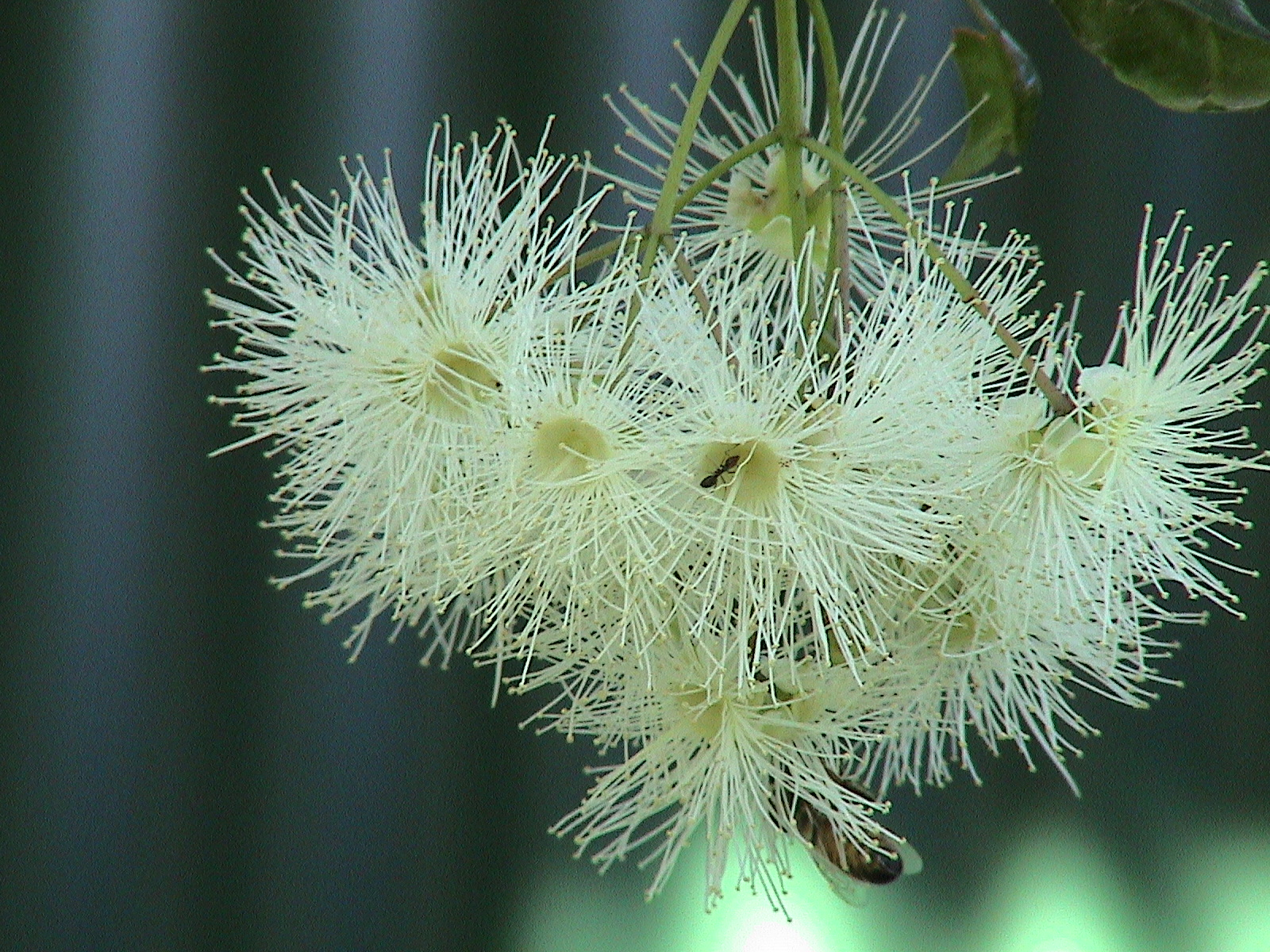
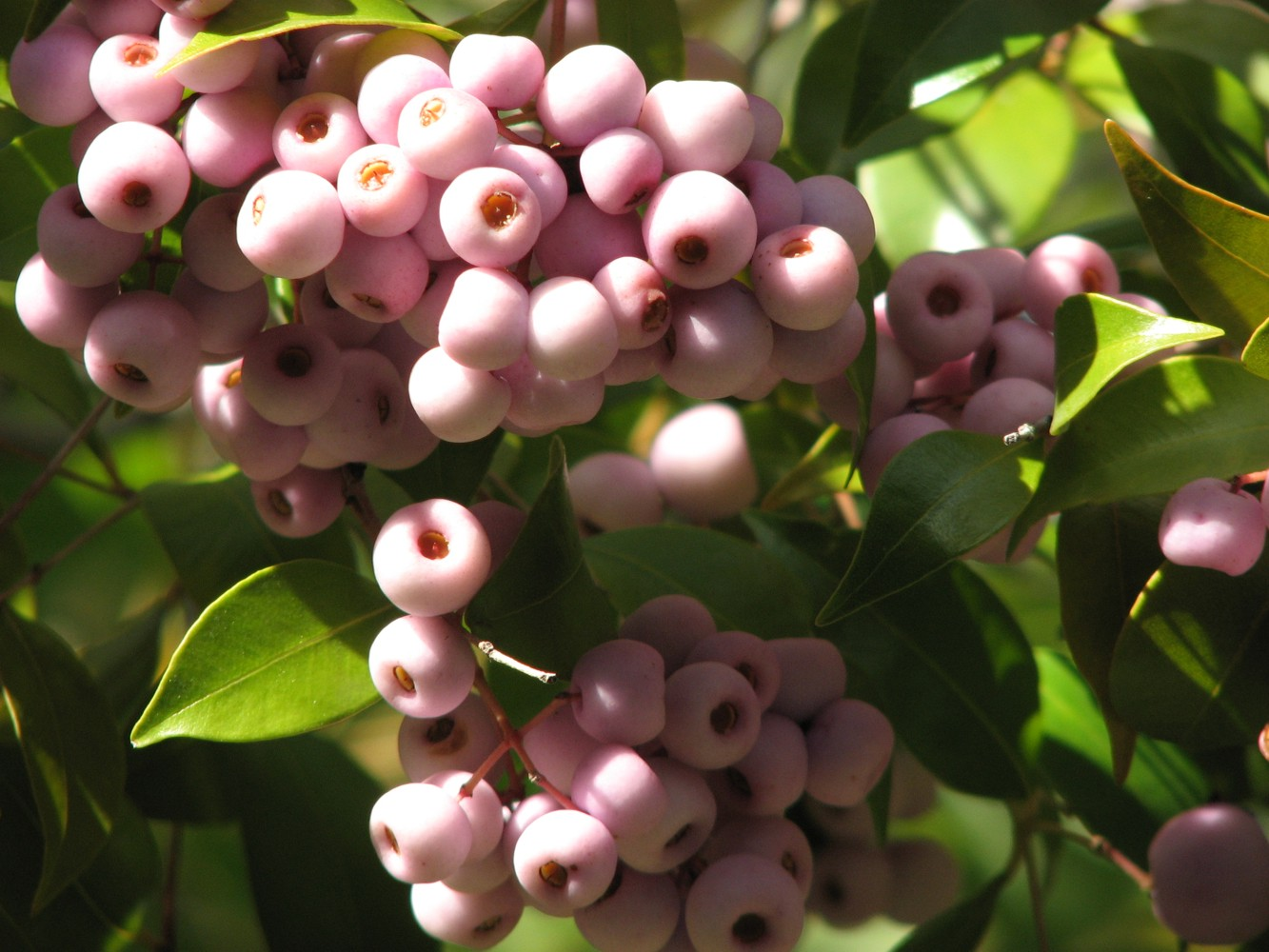